# باشگاه فوتبال الشباب (منامه)
باشگاه فوتبال الشباب منامه (به عربی: نادی الشباب منامه) یک باشگاه ورزشی در شهر جد حفص و در کشور بحرین می‌باشد که تیم فوتبال آن در لیگ برتر فوتبال بحرین بازی می‌کند.
این باشگاه در سال ۲۰۰۱ تأسیس شده است.